# Аннетт Ґамм
Аннетт Ґамм (нім. Annett Gamm, 28 травня 1977) — німецька стрибунка у воду.
Учасниця Олімпійських Ігор 2004, 2008 років.
Призерка Чемпіонату світу з водних видів спорту 2007 року.
Чемпіонка Європи з водних видів спорту 2002, 2004, 2006, 2008 років.